# Comuna Frumoasa, Harghita
Frumoasa este o comună în județul Harghita, Transilvania, România, formată din satele Bârzava, Făgețel, Frumoasa (reședința) și Nicolești.

## Demografie
Componența etnică a comunei Frumoasa
     Maghiari (93,3%)
     Români (1,56%)
     Alte etnii (0,45%)
     Necunoscută (4,69%)
Componența confesională a comunei Frumoasa
     Romano-catolici (88,55%)
     Penticostali (2,65%)
     Ortodocși (1,31%)
     Reformați (1,23%)
     Alte religii (1,34%)
     Necunoscută (4,91%)
Conform recensământului efectuat în 2021, populația comunei Frumoasa se ridică la 3.581 de locuitori, în scădere față de recensământul anterior din 2011, când fuseseră înregistrați 3.682 de locuitori. Majoritatea locuitorilor sunt maghiari (93,3%), cu o minoritate de români (1,56%), iar pentru 4,69% nu se cunoaște apartenența etnică. Din punct de vedere confesional, majoritatea locuitorilor sunt romano-catolici (88,55%), cu minorități de penticostali (2,65%), ortodocși (1,31%) și reformați (1,23%), iar pentru 4,91% nu se cunoaște apartenența confesională.

## Politică și administrație
Comuna Frumoasa este administrată de un primar și un consiliu local compus din 13 consilieri. Primarul, Örs Fekete[*], de la Uniunea Democrată Maghiară din România, este în funcție din 1 noiembrie 2024. Începând cu alegerile locale din 2024, consiliul local are următoarea componență pe partide politice:
|  | Partid                                 | Consilieri | Componența Consiliului | Componența Consiliului | Componența Consiliului | Componența Consiliului | Componența Consiliului | Componența Consiliului | Componența Consiliului | Componența Consiliului | Componența Consiliului | Componența Consiliului | Componența Consiliului |
|  | -------------------------------------- | ---------- | ---------------------- | ---------------------- | ---------------------- | ---------------------- | ---------------------- | ---------------------- | ---------------------- | ---------------------- | ---------------------- | ---------------------- | ---------------------- |
|  | Uniunea Democrată Maghiară din România | 11         |                        |                        |                        |                        |                        |                        |                        |                        |                        |                        |                        |
|  | Alianța Maghiară din Transilvania      | 2          |                        |                        |                        |                        |                        |                        |                        |                        |                        |                        |                        |

## Personalități născute aici
- Casilda Miracovici (1902 - 1955), pictoriță;
- Paul Miracovici (1906 - 1973), pictor, critic de artă;
- István Antal (1958 - 2009), sportiv la hochei pe gheață.